# Rudi Benzien
Rudi Benzien (* 18. Januar 1936 in Berlin; † 20. Oktober 2018 ebenda) war ein deutscher Schriftsteller.

## Leben und Wirken
Benziens Vater war Landwirt, die Mutter Näherin. Die ersten Lebensjahre verbrachte er in Woldegk. 1939 übersiedelte die Familie nach Berlin, wo er 1942 eingeschult wurde. Zwischen 1943 und 1945 lebte Benzien auf der Flucht vor den Bombenangriffen mit seiner Mutter in Pommern und Schlesien, von wo sie 1945 nach Bayern flüchteten. 1946 kehrte die Familie zurück nach Berlin. 
Von 1951 bis 1953 absolvierte Rudi Benzien eine Berufsausbildung als Werkzeugmaschinenschlosser. Anschließend arbeitete er als Revolverdreher, von 1954 bis 1956 als Bauarbeiter und von 1956 bis 1958 als Dreher. 
1958 folgte er dem Aufruf, dass junge Industriearbeiter Lehrer werden sollten, und nahm eine Tätigkeit als pädagogischer Mitarbeiter in einer Freizeiteinrichtung im Stadtbezirk Berlin-Mitte auf. Von 1961 bis 1963 absolvierte er extern das Berliner Lehrerbildungsinstitut und arbeitete danach als Werklehrer in Berlin-Oberschöneweide. 
Von 1965 bis 1980 war Rudi Benzien Redakteur der Jugendzeitschrift Neues Leben, seit 1977 stellvertretender Chefredakteur. 
1977 veröffentlichte er im Verlag Neues Leben sein erstes Jugendbuch (Gitarre oder Stethoskop), das fünf Auflagen erreichte. 1982 erschien das Buch Schwester Tina über den Alltag der jungen Säuglingskrankenschwester Tina und ihrer Familie.
Benzien wurde 1980 Mitglied des Schriftstellerverbandes der DDR und war von 1980 bis 1991 freier Schriftsteller. 1991 war er stellvertretender Chefredakteur des Elternjournals „kinderwelt“, das im Mai 1991 sein Erscheinen einstellte. Danach bezog er eine Invalidenrente.
Benzien war geschieden, hatte zwei Töchter und einen Sohn. Er lebte bis zu seinem Tode in Berlin und starb im Alter von 82 Jahren.

## Werke (Auswahl)
- 1977: Gitarre oder Stethoskop. Verlag Neues Leben, Berlin
- 1979: Berlin, hier bin ich. Verlag Neues Leben, Berlin
- 1980: Pierre. Verlag Junge Welt, Berlin; Weltkreis, Dortmund
- 1982: Schwester Tina. Verlag Neues Leben, Berlin
- 1987: mit Hans-Dieter Bräuer, Walter Florath: Berlin. Edition Leipzig ISBN 3361009774
- 1989: John-Lennon-Report. Verlag Neues Leben, Berlin
- 1997: Simons Reise zum Es-war-einmal-Stern. Bilder Cornelia Kestner. Sassenverlag, Neustrelitz
- 1997: Jonas erzähl mal von Paris. Verlag am Park, Berlin
- 1998: Das bayerische Jahr. Fragment einer Kindheit in Deutschland. Alt-Friedrichsfelde 73, Berlin